# Narthecura propinqua
Narthecura propinqua là một loài tò vò trong họ Ichneumonidae.